# Шевченкове (Устинівський район)
Шевченкове — колишнє село в Україні, підпорядковувалося Криничненській сільській раді Устинівського району Кіровоградської області.
Виключене з облікових даних рішенням Кіровоградської обласної ради від 22 вересня 2004 року.

## Населення
Згідно з переписом УРСР 1989 року чисельність наявного населення села становила 24 особи, з яких 8 чоловіків та 16 жінок.
За переписом населення України 2001 року в селі мешкало 9 осіб. 100 % населення вказало своєю рідною мовою українську мову.